# Sechet-tjau
Sechet-tjau (Kurzform auch: Tjau) ist in der ägyptischen Mythologie ein Teil der Region Sechet-iaru im Land Ta-djeser, das in der Duat liegt.

## Hintergrund
Die Identifikation der Region Sechet-tjau entstand in der Spätzeit und geht auf eine missverstandenen Lesung aus Totenbuchsprüchen des Neuen Reichs zurück. So lautete in der 18. Dynastie eine Beischrift bezüglich Sechet-iaru: „Hotep zu sein, der Herr des Gefildes (mit) Atem an seiner Nase“.
Ergänzend enthielten die Totenbuchsprüche weitere Textpassagen wie beispielsweise „Wind an seine Nase“, weshalb die Annahme vorlag, dass es sich bei Sechet-tjau um ein Gebiet des Nordwindes oder des Atmens handeln müsse.

## Begriffsbedeutung
Die Bezeichnung Sechet-tjau besteht aus zwei eigenständigen Wortbedeutungen. Vor diesem Hintergrund kann daher durch verschiedene Auslegungsmöglichkeiten keine eindeutige Zuordnung erfolgen.

### Sechet
Der Begriff Sechet steht für Feld beziehungsweise Gefilde, was eine große Region beinhaltet und daher auch mit Landschaft übersetzt werden kann. Eine Auslegung im Sinne von Land hinsichtlich Feld oder Ackerland ist nicht treffend, da so eine zu kleine Fläche suggeriert werden würde. Der Begriff Sechet bezog sich auf mehrere landschaftliche Gebiete:
- Nilschwemme: Landwirtschaftliche Felder direkt am Nil, die von der jährlichen Nilschwemme überflutet wurden.
- Nilinseln: Im Nil über dem Wasserspiegel liegende Landmassen, die als umschlossene Gebiete landwirtschaftlich genutzt werden können.
- Schilfgebiete: Landabschnitte mit Röhrichtzonen, die an stehenden und langsam fließenden Gewässern bis zu einem Meter Wassertiefe vorkommen.
- Wüstenrandgebiete: Tümpel, Oasen und nur zeitweilig nutzbarer Ackerboden, der nach dem Ende der Regenzeit langsam wieder austrocknet.

### Tjau
Tjau bedeutet Atem oder Wind und wird in Bezug auf die Region Sechet-iaru als Teilgebiet verstanden. Eine wortwörtliche Übersetzung muss offenbleiben, da der Begriff Tjau sehr vielschichtig einsetzbar war.

## Lage in Sechet-iaru
Eine topografische Beschreibung von Sechet-tjau liegt nicht vor. In der Spätzeit konnten offensichtlich die Ausführungen der Beischrift nicht richtig gedeutet werden, weshalb davon ausgegangen wurde, dass es sich um eine eigenständige Region handeln müsse. Diese Schlussfolgerungen beziehen sich wahrscheinlich auf das reale Leben der Ägypter, die den Wind als Atem der Götter verstanden.
Die mythologische Auslegung des Atmens war sicherlich der Anlass, in der Duat eine Region des Atmens zu vermuten. Da ein sicheres Verständnis der Beischrift in der Spätzeit fehlte, sahen die Ägypter ab Beginn der Spätzeit Sechet-tjau als notwendigen Bestandteil von Sechet-iaru an, der für die Existenz der Verstorbenen und deren Versorgung mit dem notwendigen Atem als Wind unverzichtbar war.